# Cal·líctids

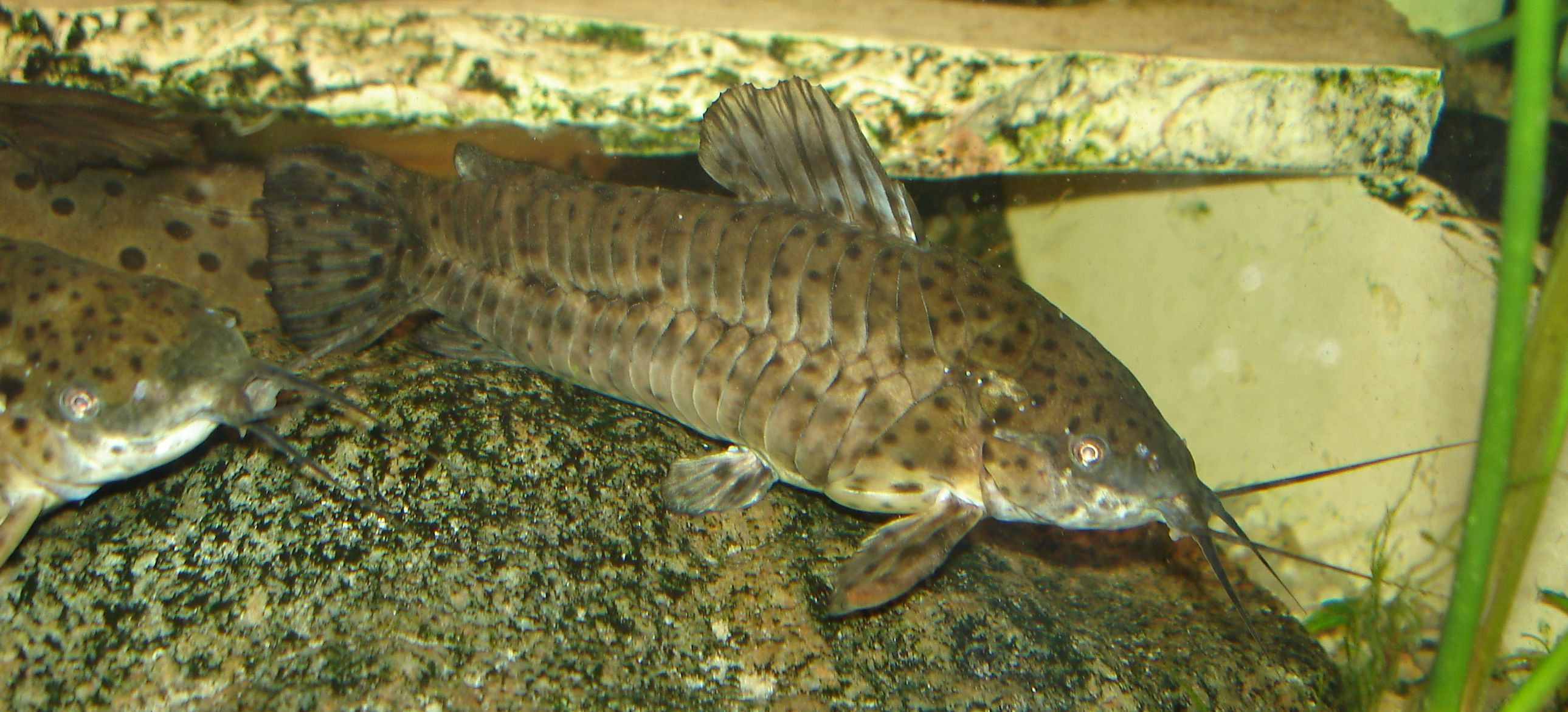
Megalechis thoracata

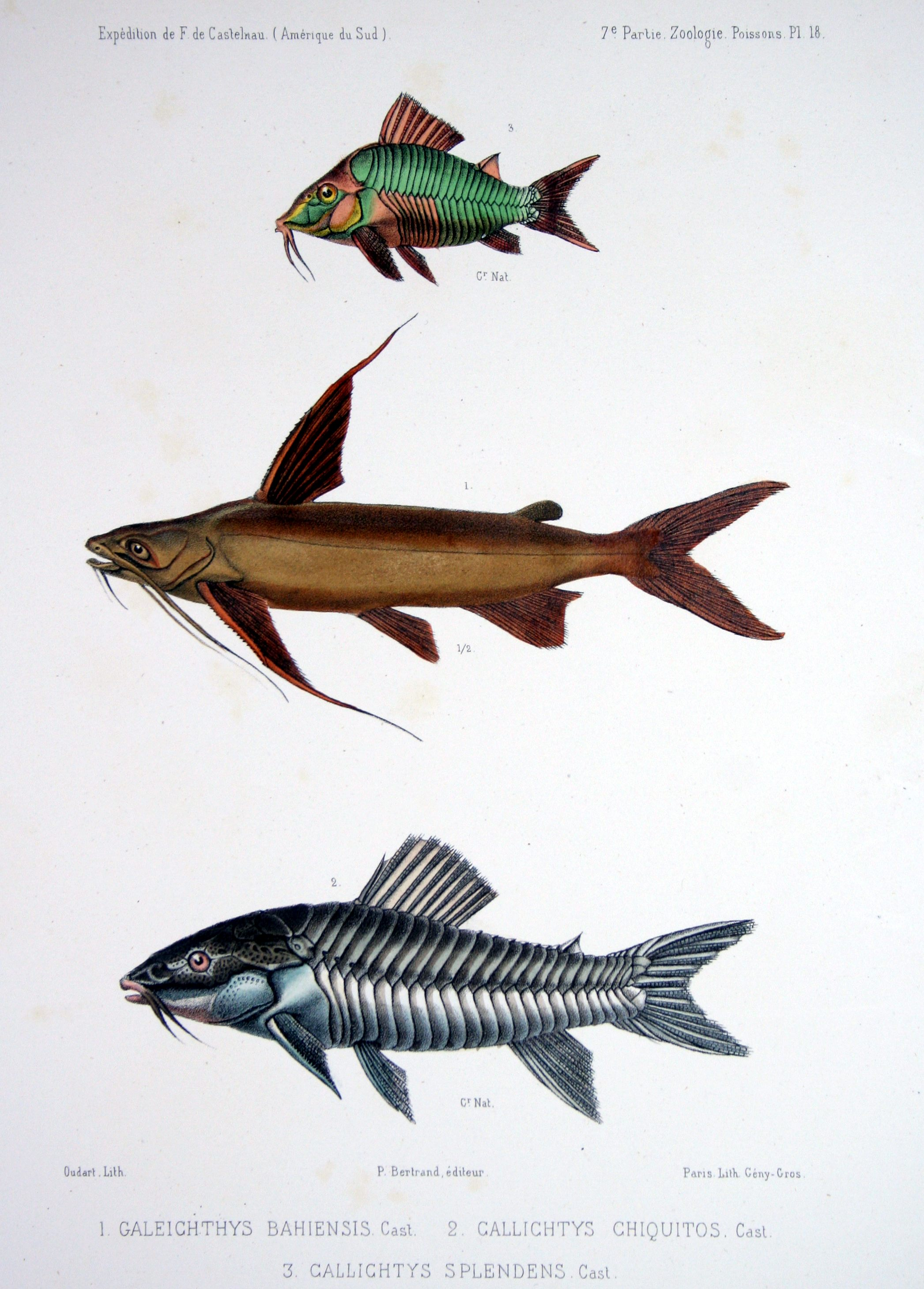
Il·lustració del 1856 amb exemplars de la família Callichthyidae

Els cal·líctids (Callichthyidae) constitueixen una família de petits silurs d'aigua dolça que es troba a les regions tropicals i subtropicals de l'Amèrica del Sud. Es troba a Panamà i Sud-amèrica, incloent-hi els rius Paranà, Paraguai, São Francisco, Amazones, Orinoco, Magdalena, etc.
Són peixos principalment crepusculars, bentònics i viuen en bancs.

## Morfologia
La mida dels peixos d'aquesta família oscil·la entre petita i mitjana: algunes espècies del gènere Corydoras no depassen els 20 mm, mentre que Hoplosternum littorale (l'espècie més grossa) és capaç d'assolir els 160 mm de llargària total. Boca petita i ulls generalment grossos i mòbils. Presència d'un o dos parells de barbetes ben desenvolupades a la mandíbula inferior. Part ventral aixafada i la dorsal bombada. Aleta adiposa darrere de la dorsal. Aleta pectoral (el primer radi de la qual s'ha transformat en una gran espina) amb un paper important durant la reproducció. Plaques òssies (superposades com si fossin teules) cobrint els flancs, el cap i el dors. Aquesta família es divideix en dos subfamílies segons la naturalesa del «blindatge» abans esmentat: Callichthyinae (gèneres Callichthys, Dianema, Hoplosternum, Lepthoplosternum i Megalechis) i Corydoradinae (gèneres Aspidoras, Brochis, Corydoras i Scleromystax). El gènere Corydoras n'és el que conté més espècies (169), però, sovint, és difícil distingir-les perquè les diferències són molt tènues i mostren una gran variació intraespecífica. El gènere Brochis, molt proper a Corydoras, difereix d'aquest darrer pel nombre de radis de l'aleta dorsal.
Per sobreviure en aigües pobres en oxigen, aquests peixos fan servir l'aire mitjançant llurs tubs digestius: durant les seues pujades ràpides a la superfície s'empassen bombolles, les quals són immediatament expulsades pel recte (la mucosa del qual conté nombrosos capil·lars sanguinis, gràcies als quals l'oxigen passa a la sang).

## Gèneres
- Aspidoras (Ihering, 1907)[6]
- Brochis (Cope, 1871)[7]
  - Brochis britskii (Nijssen & Isbrücker, 1983)
  - Brochis multiradiatus (Orcés V., 1960)
  - Brochis splendens (Castelnau, 1855)
- Callichthys (Scopoli, 1777)[8]
  - Callichthys callichthys (Linnaeus, 1758)
  - Callichthys fabricioi (Román-Valencia, Lehmann A. & Muńoz, 1999)
  - Callichthys oibaensis (Ardilia Rodríguez, 2005)
  - Callichthys serralabium (Lehmann & Reis, 2004)
- Corydoras (Lacépède, 1803)[9]
- Dianema (Cope, 1871)[7]
  - Dianema longibarbis (Cope, 1872)
  - Dianema urostriatum (Miranda-Ribeiro, 1912)
- Hoplosternum (Gill, 1858)[10]
  - Hoplosternum littorale (Hancock, 1828)
  - Hoplosternum magdalenae (Eigenmann, 1913)
  - Hoplosternum punctatum (Meek & Hildebrand, 1916)
- Lepthoplosternum (Reis, 1997)[11]
  - Lepthoplosternum altamazonicum  (Reis, 1997)
  - Lepthoplosternum beni  (Reis, 1997)
  - Lepthoplosternum pectorale  (Boulenger, 1895)
  - Lepthoplosternum stellatum  (Reis & Kaefer, 2005)
  - Lepthoplosternum tordilho  (Reis, 1997)
  - Lepthoplosternum ucamara  (Reis & Kaefer, 2005)
- Megalechis (Reis, 1997)[11]
  - Megalechis picta (Müller & Troschel, 1848)
  - Megalechis thoracata (Valenciennes, 1840)
- Scleromystax (Günther, 1864)[12]
  - Scleromystax barbatus  (Quoy & Gaimard, 1824)
  - Scleromystax macropterus  (Regan, 1913)
  - Scleromystax prionotos  (Nijssen & Isbrücker, 1980)
  - Scleromystax salmacis  (Britto & Reis, 2005)[13][14][15][16][17][18]